# Opinogóra Górna
Opinogóra Górna – wieś sołecka w Polsce położona w województwie mazowieckim, w powiecie ciechanowskim, w gminie Opinogóra Górna.
W latach 1975–1998 miejscowość administracyjnie należała do województwa ciechanowskiego.
Miejscowość jest siedzibą gminy Opinogóra Górna.
We wsi znajduje się:
- Muzeum Romantyzmu w Opinogórze
- Szkoła podstawowa im. Zygmunta Krasińskiego[7]
- Parafia św. Zygmunta w Opinogórze Górnej

## Historia
Najstarsza, odnotowana pisemna wzmianka o Opinogórze pochodzi z 1185 r. Wówczas to wojewoda mazowiecki komes Żyro zwrócił Opinogórę klasztorowi Panien Norbertanek z Płocka. W zapisie występuje ona pod nazwą Opinogote. Natomiast w dokumentach z XV w. nazywana jest już Opinogórą i dzieli się na Opinogórę Górną i Dolną. Górna należała do szlachcica Borzyma, a Dolna, najpierw do Boleściców z Chamska, następnie do Prawdziców z Gołymina. W 1421r. książę mazowiecki Janusz I Starszy pozyskał Opinogórę od Borzyma, zamieniając na wsie Szymaki, Sarbiewo i Dziegietnię (wioski w pow. sochocińskim, stracone przez Borzyma na rzecz dziedziców z Trąbek), które książę Janusz w 1421 r. wykupił od tychże dziedziców i następnie „darował" Borzymowi w zamian za Opinogórę i Kąty. Wtedy to, stała się ona częścią domeny książęcej. Książę mazowiecki Bolesław IV zbudował tutaj zameczek myśliwski i w tym zamku zmarł 10 września 1454 r. Dobra opinogórskie zostały nadane przez króla Jana Kazimierza podskarbiemu wielkiemu koronnemu Janowi Kazimierzowi Krasińskiemu w 1659 jako starostwo niegrodowe. W grudniu 1806 r. na tereny Mazowsza wkroczyły wojska napoleońskie i po udanej kampanii cesarz Napoleon I obdarował Opinogórą swojego marszałka księcia Ponte-Corvo Jana Bernadotte (1763-1844). Wówczas nazwę miejscowości zmieniono na Opinogórę Francuską. W 1810 r. marszałek Bernadotte zrezygnował z Opinogóry, gdyż został desygnowany do objęcia tronu szwedzkiego, a następnie koronowano go jako Karola XIV Jana. Po koronacji ponownie wróciła do Krasińskich i w ich rękach pozostała do 1945. W pierwszej połowie XIX wieku gen. Wincenty Krasiński utworzył w Opinogórze  ordynację, która przetrwała do 1945 r.. Ostatnim ordynatem był Edward Krasiński. W czasie I wojny światowej przez Opinogórę przebiegała linia frontu podczas bitwy przasnyskiej, tutaj został rozbity niemiecki Korpus Zastrowa. Zniszczeniu wówczas uległo 50% zabudowań w Opinogórze.

## Zabytki
W miejscowości znajduje się niewielki neogotycki pałac Krasińskich, wybudowany w 1844 przez gen. Wincentego Krasińskiego, ojca poety Zygmunta, który był siedzibą ordynacji opinogórskiej. Kolejnym zabytkiem jest neogotycka oficyna dworska wzniesiona w tym samym czasie co pałac. Zabytkowy neoklasycystyczny kościół z drugiej połowy XIX w. fundacji Róży Krasińskiej, który projektował Wincenty Rakiewicz. W podziemiach tego kościoła znajdują się groby członków rodziny Krasińskich, w tym również poety. Jest także cmentarz założony w 1824 r., powiększony w 1859 r. z zabytkowymi grobami.